# Универсальные десантные корабли типа «Америка»
Универсальные десантные корабли типа «Америка» — тип универсальных десантных кораблей ВМС США.

## История проектирования
Американские флот и корпус морской пехоты традиционно уделяют большое внимание созданию и поддержанию боеготовности экспедиционных сил. Их задачей является высадка морских пехотинцев США на любом побережье, а также обеспечение передового присутствия, задачи сдерживания и демонстрации силы. Для этого в США созданы мощные амфибийные силы, основным элементом организационной структуры которых является Экспедиционная ударная группа (ЭУГ) (англ. Expeditionary strike group) . Как минимум с 1980-х годов ее состав является сравнительно постоянным и построен вокруг ядра из универсального десантного авианесущего корабля (LHA/LHD), десантного вертолетного корабля-дока (LPD) и десантного транспорта-дока (LSD). Главной частью группы  является универсальный десантный корабль (УДК) с большой палубой, который выполняет функции флагмана и на нем размещается штаб соединения. Он несет истребители СВВП F-35 и разнообразный состав вертолетов и беспилотных аппаратов.
Иногда универсальные десантные корабли сравнивают с эскортными авианосцами второй мировой войны, которые занимались воздушным прикрытием десантов и авиационной поддержкой сухопутных войск на берегу. Сходные задачи сейчас возложены на УДК. Вместе с тем свою родословную они ведут от вертолетоносцев типа «Иводзима». Каждый из семи этих специально построенных десантных кораблей мог перевозить 1800 морских пехотинцев и 20 вертолетов для их высадки. Следом за ними были построены пять универсальных десантных кораблей типа «Тарава». В 2002 году был выведен из эксплуатации последний корабль типа «Иводзима», а в 2015 последний типа «Тарава».
На смену им с 1989 года были введены в эксплуатацию восемь универсальных десантных кораблей типа «Уосп». Последний из них, «Makin Island» (LHD-8), был переходным кораблем, на котором отрабатывались ряд конструктивных решений новых УДК типа «Америка», в частности газотурбинная силовая установка. Эволюционный процесс начавшийся созданием типа «Тарава» и привел к созданию универсальных десантных кораблей типа «Америка». Официально программа по их созданию стартовала в июле 2001 года, в 2006 году было принято решение о их постройке и в июне 2007 года был выдан контракт на постройку головного корабля «Америка» в рамках бюджета 2007 финансового года.

## Конструкция

### Корпус
УДК типа «Америка» предназначены для выполнения задач аналогичным предшествующим десантным кораблям, но с расширенными авианосными возможностями. Они способны выступить в качестве резервных авианосцев и обеспечить действие усиленной группы истребителей F-35B. Новый тип кораблей был спроектирован в то время, когда возможности потенциальных противников по предотвращению доступа и блокированию своей территории (в американской классификации концепция en:Anti-access/area denial (A2/AD)) достигли уровня, при котором они способны предотвратить высадку по воде на побережье. Поэтому эти универсальные десантные корабли по задумке должны находясь вне зоны действия средств береговой обороны осуществить высадку десанта по воздуху, что также позволяет десанту по воздуху преодолеть береговые противодесантные минные поля. Поэтому были усилены авиационные средства, за счет отказа от доковой камеры и десантных средств высадки. Хотя это увеличило авиагруппу всего на 2-3 летательных аппарата, это позволило значительно расширить возможности по их обслуживанию. Использование газовых турбин для главной энергетической установки дало возможность использовать на них авиационное топлива JP-5, такое же как используется для заправки самолетов и вертолетов. Поэтому корабельный запас топлива может использоваться для заправки летательных аппаратов. По сравнению с предыдущим типом площадь ангара была увеличена на 40%. Под полетной палубой выделены два дополнительных высоких отсека и усилены подъемники.
УДК типа Америка имеют длину 855 футов (261 м) и ширину 106 футов (32 м). Ширина ограничена возможностью прохождения Панамским каналом.  Корпус выполнен из сталей HSS и HY-80 и рассчитан на 40 лет эксплуатации. Полетная палуба изготовлена из высокопрочной стали HSLA-100 , как и на авианосцах ВМФ США. Островная надстройка по большей части выполнена из алюминиевых сплавов. Как и все амфибийные корабли, пассивная защита корабля соответствует уровню 2 требований ВМС США по живучести (умеренная) и включает противоосколочную защиту некоторых частей корабля.
Проект предусматривает возможность размещения корабельного экипажа численностью 1204 человек, включая 102 офицеров. Предусмотрены дополнительные помещения для переброски 1686 морских пехотинцев и еще почти в 200 в перегруз. Это составляет большую часть численности экспедиционного отряда морской пехоты, для перевозки которого и предназначена ЭУГ. Ангар для транспортных средств десанта занимает площадь около 12 000 кв.футов. Для обслуживания многочисленных складских отсеков и погребов боезапаса предназначены шесть лифтов грузоподъемностью 12 000 фунтов (около 5,5 тонн). Медсанчасть включает в себя две операционные, четыре стоматологических кабинета и палату на двадцать шесть коек интенсивной терапии. 

### Силовая установка
Главная энергетическая установка корабля корабля комбинированная дизель-электрическая и газотурбинная установка схемы CODLOG, т.е. на вал электродвигатели и газовые турбины могут работать только раздельно. Максимальную скорость 22,3 узла кораблю обеспечивают две газовых турбины GE LM2500+ суммарной мощностью 52 МВт или 70 000 л.с. на валах (по данным производителя номинальная мощность каждой турбины 35290 л.с.). Экономический ход обеспечивают два электродвигателя мощностью по 3,7 МВт (5000 л.с.) с питанием от бортовой сети. Электроэнергией корабль снабжают шесть 4 МВт-ных дизель-генераторов Colt-Pielstick PA6B.

### Десантная способность
Для высадки экспедиционного батальона морской пехоты используются :
- 2 десантных катера LCU или
- 3 десантных катера на воздушной подушке LCAC или
- 6 десантных катеров LCM-8 Landing Craft, Mechanized
- 40 плавающих БТР морской пехоты AAV7 (в нормальной комплектации) или 61 (в максимальной).

На кораблях первой серии (Flight 0), однако, доковая камера для вышеперечисленных средств высадки отсутствует, на её месте размещены дополнительных ангарные помещения и мастерские.

#### Авиационные средства и вооружение
Состав авиагруппы варьируется в зависимости от конкретной выполняемой задачи. Для десантных операций с задачей высадки экспедиционной группы стандартной считается авиагруппа из двенадцати конвертопланов MV-22 Оспрей, шести истребителей СКВВП F-35B, четырех транспортных вертолетов CH-53K King Stallion, семи ударных / многоцелевых вертолетов AH-1Z Viper / UH-1Y Venom и двух поисково-спасательных MH-60S Knighthawks. В варианте "легкого авианосца" авиагруппа должна состоять из двадцати истребителей F-35B и двух вертолетов MH-60S.
Трамплина, используемого в других флотах, на УДК нет. В США продолжают считать что его выгода не превышает отказ от как минимум одной посадочной площадки. Определенной компенсацией отсутствия трамплина является возможность длинного разбега при взлете. Всего на полетной палубе предусмотрено девять посадочных площадок для аппаратов габаритов MV-22 или CH-53. Для работы с F-35B часть поверхности полетной палубы защищены термопокрытием. Шесть точек заправки есть на палубе и еще две в ангаре. Из ангара на палубу летательные аппараты доставляются двумя подъемниками грузоподъемностью 70 000 фунтов (порядка 31,7 т) каждый.

#### Вооружение
Управление системами вооружений осуществляется корабельной системой самообороны фирмы Raytheon (en:Ship Self-Defense System (SSDS)). На "Америке" установлена модификация SSDS Mark 2 Mod. вариант 4В. Система объединяет средства обнаружения, вооружение и средства противодействия. В качестве основного оборонительного вооружения на УДК установлены две восьмиконтейнерных установки Mk 29 с ЗУР RIM-162 ESSM, две установки RAM Mk 49, на каждой 21 направляющая для ракет RIM-116 и два ЗРАК Phalanx. Вооружение дополняют три установки Mk 38 Mod 2 для одиночной 25-мм пушки Bushmaster и крупнокалиберные пулемёты. Средства электронного противодействия включают систему радиоэлектронного противодействия AN/SLQ-32B, систему постановки помех Nulka Mk 53 и буксируемую станцию постановки гидроакустических помех AN/SLQ-25 Nixie. Средства обнаружения включают трехкоординатную РЛС дальнего действия AN/SPS-48E, двухкоординатную РЛС дальнего действия AN/SPS-49A и низковысотный радар AN/SPQ-9B. Систему радиоэлектронного вооружения дополняют РЛС надводной обстановки, навигации и управления воздушным движением. Системы связи обеспечивают совместимость со стандартами NATO Link 4A, 11 и 16.

### серия Flight 1
Второй корабль типа - «Триполи» построен по той же спецификации Flight 0 что и «Америка» и имеет мало отличий от головного, заключающиеся в основном в новой системе пожаротушения, модифицированном радаре и ряде нового электронного оборудования управления, связи, разведки и компьютеров. Третий корабль - «Бугенвиль» имеет значительные изменения и строится по спецификации Flight 1, по которой планируется строить и все дальнейшие корабли этого типа. Основное отличие кораблей серии Flight 1 - наличие доковой камеры. Доковая камера позволяет использовать традиционные десантные катера и катера на воздушной подушке, что увеличивает грузоподъемность средств высадки. 
Это решение послужило причиной критики. Несмотря на заявлении о сохранении возможностей головного корабля, ради размещения доковой камеры пришлось пойти на ряд компромиссов. Так уменьшена площадь жилых помещений морских пехотинцев, что повлекло за собой уменьшение штатной десантовместимости с 1686 до 1462 человек. Также уменьшена площадь медицинской части. Произошло и ухудшение средств авиационной поддержки. Площадь полетной палубы даже увеличена, за счет уменьшения площади занимаемой островной надстройкой и добавления спонсона перед надстройкой с правого борта. Но необходимость установки балластных цистерн для затопления доковой камеры значительно сократила запас топлива, которое используется и авиачастью. Также устанавливаются стандартные газовые турбины LM2500, имеющие меньшую суммарную мощность в 59 000 л.с. (44 МВт), что влечет за собой уменьшение расчетной максимальной скорости до 21 узла.  
Кроме конструктивных отличий были улучшены ряд элементов электронного вооружения. Так вместо устаревшего радара освещения воздушной обстановки AN/SPS-48E устанавливается новый AN/SPY-6(V)2. Также модифицированы навигационное и оборудование управления полетами.

## История строительства
Из-за многочисленных изменений проекта и недофинансирования в период экономического кризиса головной корабль проекта, USS America был спущен на воду только 4 июня 2012 года (вместо 2010 года по плану), а его ввод в строй намечен на 2014 год (вместо 2012). Первый корабль принят в состав флота 11 октября 2014 года .
Постройка LHA-6 «Америка» осуществлялась модульным способом. Было собрано 216 крупных блоков-частей корабля. Сборка осуществлялась на берегу, начиная с отсеков на миделе. Корабль был собран на специальных тележках, с помощью которых после сборки был переведен в сухой док и спущен на воду (фактически всплыл).

## Десантная способность
Для высадки экспедиционного батальона морской пехоты используются :
- 2 десантных катера LCU или
- 3 десантных катера на воздушной подушке LCAC или
- 6 десантных катеров LCM-8 Landing Craft, Mechanized
- 40 плавающих БТР морской пехоты AAV7 (в нормальной комплектации) или 61 (в максимальной).

На кораблях первой серии (Flight 0), однако, доковая камера для вышеперечисленных средств высадки отсутствует, на её месте размещены дополнительных ангарные помещения и мастерские.

## Корабли, планируемые к постройке
Все данные, кроме оговоренных, приводятся по источнику.
| Название                  | Серия    | Дата заказа  | Дата закладки корпуса | Дата спуска корабля | Вступление в состав флота | Дата выбытия из состава флота |
| ------------------------- | -------- | ------------ | --------------------- | ------------------- | ------------------------- | ----------------------------- |
| USS America (LHA 6)       | Flight 0 | 1 июня 2007  | 17 июля 2009          | 4 июня 2012         | 11 октября 2014           | 2048 (план)                   |
| USS Tripoli (LHA 7)       | Flight 0 | 31 мая 2012  | 22 июня 2014          | 1 мая 2017          | 15 июля 2020              | 2052 (план)                   |
| USS Bougainville (LHA 8)  | Flight 1 | 30 июня 2016 | 14 марта 2019         | 2017 (план)         | 2019 (план)               | 2054 (план)                   |
| USS Fallujah (LHA 9)      | Flight 1 | 2017 (план)  | 2019 (план)           | 2021 (план)         | 2021 (план)               | 2056 (план)                   |
| USS Belleau Wood (LHA 10) | Flight 1 | 2022 (план)  | 2023 (план)           | 2025 (план)         | 2025 (план)               | 2060(план)                    |
| USS Nassau (LHA 11)       | Flight 2 | 2024 (план)  | 2026 (план)           | 2028 (план)         | 2028 (план)               | 2064 (план)                   |
| USS Peleiu (LHA 12)       | Flight 2 | 2028 (план)  | 2029 (план)           | 2031 (план)         | 2031 (план)               | 2066 (план)                   |
| LHA 13                    | Flight 2 | 2032 (план)  | 2033 (план)           | 2035 (план)         | 2035 (план)               | 2070 (план)                   |
| LHA 14                    | Flight 2 | 2036 (план)  | 2037 (план)           | 2039 (план)         | 2041 (план)               | 2076 (план)                   |
| LHA 15                    | Flight 2 | 2040 (план)  | 2041 (план)           | 2043 (план)         | 2046 (план)               | 2091 (план)                   |
| LHA 16                    | Flight 2 | 2044 (план)  | 2045 (план)           | 2047 (план)         | 2050 (план)               | 2095 (план)                   |
| LHA 17                    | Flight 2 | 2048 (план)  | 2049 (план)           | 2051 (план)         | 2054 (план)               | 2099 (план)                   |

## Использованная литература и источники
1. 1 2 3 4 5 6 7 8 9 10 11 12  LHA-6 America / LHX / LHA(R) — Specifications. Дата обращения: 15 октября 2008. Архивировано 21 октября 2008 года.
2. ↑  Seaforth World Naval Review 2021, p. 93.
3. ↑  Seaforth World Naval Review 2021, p. 95.
4. ↑  Seaforth World Naval Review 2021, p. 94.
5. ↑  Seaforth World Naval Review 2021, p. 96.
6. 1 2  Seaforth World Naval Review 2021, p. 98.
7. 1 2 3 4  Seaforth World Naval Review 2021, p. 99.
8. 1 2 3 4 5  Seaforth World Naval Review 2021, p. 100.
9. ↑  LHA 6 SAR 2021, p. 8.
10. 1 2  LHA 6 SAR 2021, p. 9.
11. 1 2 3  Seaforth World Naval Review 2021, p. 101.
12. ↑  Building on a Marine Power Legacy, 2021. Презентация на сайте en:GE Aerospace, p.13
13. ↑  GE LM2500+ Gas Turbines to Power United States Navy's LHA 6 Ship Hybrid Propulsion System Configuration, www.geaerospace.com. Дата обращения: 9 августа 2023. Архивировано 10 августа 2023 года.
14. 1 2 3 4 5  Seaforth World Naval Review 2021, p. 102.
15. 1 2  Amphibious Assault Ship USS America (LHA 6) Commissioned into U.S. Navy. Дата обращения: 13 октября 2014. Архивировано 24 октября 2014 года.
16. ↑  LHA-6 America / LHX / LHA(R) — Ship List. Дата обращения: 15 октября 2008. Архивировано 21 октября 2008 года.
17. ↑  В 2017 году ВМС США получат второй УДК класса America. 23.6.2014. Дата обращения: 23 июня 2014. Архивировано 14 июля 2014 года.